# Serrano do Maranhão
Serrano do Maranhão är en kommun i Brasilien.   Den ligger i delstaten Maranhão, i den nordöstra delen av landet, 1 600 km norr om huvudstaden Brasília. Antalet invånare är 10 924.
I omgivningarna runt Serrano do Maranhão växer i huvudsak städsegrön lövskog. Runt Serrano do Maranhão är det mycket glesbefolkat, med 5 invånare per kvadratkilometer.